# Syzygium balsameum
Syzygium balsameum är en myrtenväxtart som först beskrevs av Robert Wight, och fick sitt nu gällande namn av Nathaniel Wallich och Wilhelm Gerhard Walpers. Syzygium balsameum ingår i släktet Syzygium och familjen myrtenväxter. Inga underarter finns listade i Catalogue of Life.